# Komet (1896)
Komet – szwedzki torpedowiec z końca XIX wieku, jedna z 12 zbudowanych jednostek typu Komet. Okręt został zwodowany 4 czerwca 1896 roku w niemieckiej stoczni Schichau w Elblągu i w tym samym roku wcielono go do służby w Svenska marinen. W 1921 roku okręt został przeklasyfikowany na patrolowiec i oznaczony Vedettbåt n:r 20. Jednostka została skreślona z listy floty w 1925 roku.

## Projekt i budowa
Torpedowce 1. klasy typu Komet były projektem niemieckiej stoczni Schichau w Elblągu . Prototypowy „Komet” został zbudowany w macierzystej stoczni Schichau w Elblągu (numer stoczniowy 586) . Stępkę okrętu położono w 1895 roku, a zwodowany został 4 czerwca 1896 roku . Fundusze na budowę „Kometa” zostały zebrane przez Stowarzyszenie Kobiet na rzecz Szwedzkiej Obrony Morskiej.

## Dane taktyczno–techniczne
Okręt był torpedowcem o długości całkowitej 39,8 metra (39 metrów na wodnicy), szerokości całkowitej 4,8 metra i zanurzeniu 2,5 metra . Wyporność normalna wynosiła 92 tony, a pełna 120 ton . Był napędzany przez pionową maszynę parową o mocy 1300 KM, do której parę dostarczał jeden kocioł . Maksymalna prędkość napędzanej jedną śrubą jednostki wynosiła 23 węzły . Zabierał 17 ton węgla .
Uzbrojenie artyleryjskie jednostki składało się z dwóch pojedynczych dział kalibru 37 mm K/39 M98 L/37 . Okręt wyposażony był w dwie pojedyncze wyrzutnie torped kalibru 381 mm: jedną stałą na dziobie i obracalną na pokładzie .
Załoga składała się z 18 oficerów, podoficerów i marynarzy .

## Służba
„Komet” został wcielony do służby w Svenska marinen w 1896 roku . W 1921 roku okręt został przeklasyfikowany na patrolowiec, w związku z czym zdemontowano wyrzutnie torpedowe i wyposażono w trał mechaniczny . Jednostka straciła wówczas nazwę i pływała pod oznaczeniem Vedettbåt n:r 20 (numer burtowy V20) . Okręt został wycofany ze służby w 1925 roku.